# Medaglie, decorazioni e ordini cavallereschi melitensi
Elenco delle medaglie, decorazioni ed ordini cavallereschi del Sovrano Militare Ordine di Malta, delle sue strutture internazionali e delle sue associazioni nazionali.

## Sovrano Militare Ordine Ospedaliero di San Giovanni di Gerusalemme di Rodi e di Malta
dal 27 giugno 1961 al 28-30 aprile 1997:
Prima classe
- Cavalieri di giustizia professi
- Cappellani conventuali professi

Seconda classe
- Cavalieri di giustizia
- Cavalieri di onore e devozione

Terza classe
- Cavalieri di grazia e devozione
- Cavalieri di grazia magistrale
- Donati di devozione di I classe
- Donati di devozione di II classe
- Donati di devozione di III classe

dal 28-30 aprile 1997 ad oggi:
Primo ceto (cavalieri di giustizia e cappellani conventuali)
 Venerando Balì cavaliere di gran croce di giustizia professo di voti solenni
 Cavaliere di gran croce di giustizia professo di voti solenni
 Commendatore di giustizia professo di voti solenni
 Cavaliere di giustizia professo di voti solenni
 Cavaliere di giustizia professo di voti semplici
 Cavaliere ammesso al noviziato
 Cappellano gran croce conventuale professo di voti religiosi solenni
 Cappellano conventuale professo di voti religiosi solenni
 Cappellano conventuale professo di voti religiosi semplici
Secondo ceto (Cavalieri e dame in obbedienza)
 Balì cavaliere di gran croce in obbedienza
 Cavaliere e dama di gran croce in obbedienza
 Cavaliere e dama in obbedienza
 Donato di Giustizia
Terzo ceto - prima categoria (cavalieri e dame di onore e devozione)
 Balì cavaliere di gran croce di onore e devozione con croce di professione ad honorem
 Balì cavaliere di gran croce di onore e devozione
 Balì cavaliere di gran croce di onore e devozione per i Sig.ri Cardinali di Santa Romana Chiesa
 Cavaliere e dama di gran croce di onore e devozione
 Cavaliere di onore e devozione titolare di commenda di giuspatronato familiare
 Cavaliere e dama di onore e devozione
Terzo ceto - seconda categoria (cappellani conventuali ad honorem)
 Cappellano gran croce conventuale ad honorem
 Cappellano conventuale ad honorem
Terzo ceto - terza categoria (cavalieri e dame di grazia e devozione)
 Cavaliere di gran croce di grazia e devozione con fascia
 Cavaliere e dama di gran croce di grazia e devozione
 Cavaliere e dama di grazia e devozione
Terzo ceto - quarta categoria (cappellani magistrali)
 Cappellano magistrale
Terzo ceto - quinta categoria (Cavalieri e dame di grazia magistrale)
 Cavaliere di gran croce di grazia magistrale con fascia
 Cavaliere e dama di gran croce di grazia magistrale
 Cavaliere e dama di grazia magistrale
Terzo ceto - sesta categoria (donati e donate di devozione)
 Donato e donata di devozione

## Ordinepro merito melitensi

### Collarepro merito melitensi
Collare pro merito melitensi - classe civile
 Collare pro merito melitensi - classe militare
Costituito in unico grado, viene di regola concesso esclusivamente a capi di Stato.

### Croce dell'Ordinepro merito melitensi
Classe civile - per uomini
 Gran croce pro merito melitensi – classe speciale (per civili)
 Gran croce pro merito melitensi (per civili)
 Croce di grand'ufficiale pro merito melitensi (per civili)
 Croce di commendatore pro merito melitensi (per civili)
 Croce di ufficiale pro merito melitensi (per civili)
 Croce pro merito melitensi (per civili)
Classe civile - per signore
- Gran croce pro merito melitensi – classe speciale
- Gran croce pro merito melitensi
- Croce pro merito melitensi con placca
- Croce pro merito melitensi con corona
- Croce pro merito melitensi con stemma
- Croce pro merito melitensi

Classe militare
 Gran croce con spade pro merito melitensi – classe speciale
 Gran croce con spade pro merito melitensi
 Croce di grand'ufficiale con spade pro merito melitensi
 Croce di commendatore con spade pro merito melitensi
 Croce di ufficiale con spade pro merito melitensi
 Croce con spade pro merito melitensi

Classe ecclesiastica pro piis meritis melitensi
 Gran croce pro piis meritis melitensi
 Croce pro piis meritis melitensi

### Medaglia dell'Ordinepro merito melitensi
Classe unica (1920-1960)
 Medaglia d'oro pro merito melitensi
 Medaglia d'argento pro merito melitensi
 Medaglia di bronzo pro merito melitensi
Classe civile (1960- attuale)
 Medaglia d'oro pro merito melitensi
 Medaglia d'argento pro merito melitensi
 Medaglia di bronzo pro merito melitensi
Classe militare (1960- attuale)
 Medaglia d'oro pro merito melitensi con spade
 Medaglia d'argento pro merito melitensi con spade
 Medaglia di bronzo pro merito melitensi con spade

### Medaglie per le Campagne del Sovrano Militare Ordine di Malta
(Decreto Magistrale n. 4055 del 23 giugno 2020)
 Medaglia per la campagna "Covid-19"
(decreto Magistrale n. 61 del 04 dicembre 2020)
 Medaglia per la campagna "Emergenza Ucraina"
(decreto Magistrale n. 2544 del 06 aprile 2022)

## Altre medaglie
Medaglia d'argento di benemerenza (per personale direttivo e dame)
 Medaglia di bronzo di benemerenza (per personale di assistenza)
Istituita come « [...] segno di riconoscenza ai Signori e alle Dame, che si resero benemeriti verso l'Ordine»
(decreto del Sovrano consiglio dell'Ordine 24 aprile 1912, n. 1879).
Inizialmente destinata a premiare il personale impegnato nei servizi sanitari in occasione del terremoto calabro-siculo (1908) e della guerra italo-turca (1911-1912), divenne successivamente una medaglia di benemerenza generica, sostituita infine dalla medaglia pro merito melitensi.
 Medaglia al merito per l'assistenza ai veterani di guerra 1940-1945
 Medaglia d'argento per l'assistenza ai profughi d'Ungheria
(sentenza del Consiglio n. 1885 del 23 marzo 1957)
 Medaglia di bronzo per l'assistenza ai profughi d'Ungheria
(sentenza del Consiglio n. 1885 del 23 marzo 1957)
 Medaglia per l'assistenza sanitaria svolta dai Cavalieri nel Vietnam
(decreto consiliare n. 5890 dell'11 aprile 1967)
 Medaglia ricordo del pellegrinaggio del Giubileo della Redenzione del 1933
 Medaglia commemorativa per il terremoto in Italia meridionale 1980
(decreto magistrale n. 23077 dell'11 marzo 1981)
 Medaglia commemorativa "Bulla Pie Postulatio Voluntatis - MCXIII MMXII"
 Medaglia commemorativa del SMOM per la solenne ostensione della Sacra Sindone a Torino nel 2015
(decreto magistrale n. 15421 del 12/13 ottobre 2015). Medaglia non portativa, il nastrino portativo è usato esclusivamente sulle uniformi del SMOM da pellegrinaggio.
 Refugee Aid Medal 2016 (Medaglia per l'aiuto ai profughi)
(decreto magistrale n. 117221 del 22/23 giugno 2016)

### Medaglie per il soccorso ai pellegrini
Medaglia di benemerenza per il soccorso ai pellegrini dell'Anno Santo del 1975
(decreto magistrale n. 15277 del 7 febbraio 1975)
 Medaglia di benemerenza per il soccorso ai pellegrini dell'Anno Santo della Misericordia 2015-2016
(decreto consiliare n. 15436 del 12 ottobre 2015)
 Medaglia di benemerenza per il soccorso ai pellegrini del Giubileo del 2025

## Enti internazionali di soccorso melitensi

### Emergency Corps of the Order of Malta ECOM (1992-2005)
Medaglia ECOM
 Medaglia ECOM per l'operazione "KOSOVO 1999"
 Medaglia ECOM per l'operazione "RWANDA 2002"

### Malteser International (2005-attuale)

#### Medaglia al merito
Medaglia al merito in oro del Malteser International
 Medaglia al merito in argento del Malteser International
 Medaglia al merito in bronzo del Malteser International

#### Medaglia di servizio del Malteser International
Medaglia di servizio del Malteser International
 Medaglia di impegno "TSUNAMI 2004" del Malteser International
 Medaglia di impegno "KATRINA 2005" del Malteser International
 Medaglia di impegno "ST. MARTIN 2007" del Malteser International
 Medaglia di impegno "ABRUZZO" del Malteser International
 Medaglia di impegno "NEPAL 2015" del Malteser International
 Medaglia di impegno "UGANDA" del Malteser International
 Medaglia di impegno "KENYA" del Malteser International
 Medaglia di impegno "MYANMAR" del Malteser International
 Medaglia di impegno "DR CONGO" del Malteser International
 Medaglia di impegno "SUD SUDAN" del Malteser International
 Medaglia di impegno "HAITI" del Malteser International
 Medaglia di impegno "PAKISTAN" del Malteser International

## Medaglie e decorazioni delle Associazioni nazionali

### Malteser Hospitaldiesnt Austria
Medaglia al merito in oro
 Medaglia al merito in argento
 Medaglia al merito in bronzo
 Medaglia per il soccorso ai rifugiati del Kosovo 1999
 Medaglia Euro 2008 in oro
 Medaglia Euro 2008 in argento

### Malteser in Deutschland - Malteser Hilfsdienst e.V. (Germania)
Medaglia di anzianità di servizio del Malteser Hilfsdienst (60 anni di servizio)
 Medaglia di anzianità di servizio del Malteser Hilfsdienst (50 anni di servizio)
 Medaglia di anzianità di servizio del Malteser Hilfsdienst (40 anni di servizio)
 Medaglia di anzianità di servizio del Malteser Hilfsdienst (30 anni di servizio)
 Medaglia di anzianità di servizio del Malteser Hilfsdienst (25 anni di servizio)
 Medaglia di anzianità di servizio del Malteser Hilfsdienst (20 anni di servizio)
 Medaglia di anzianità di servizio del Malteser Hilfsdienst (10 anni di servizio)
 Medaglia di servizio del Malteser Hilfsdienst
 Medaglia commemorativa dei 50 anni del Malteser Hilfsdienst
 Medaglia di ringraziamento e riconoscenza in oro
 Medaglia di ringraziamento e riconoscenza in argento
 Medaglia di ringraziamento e riconoscenza in bronzo
 Nastrino commemorativo per la Giornata mondiale della Gioventù del 2005
 Nastrino commemorativo per la visita papale del 2006
 Nastrino commemorativo per la visita papale del 2011

### Order of Malta Irish Association and Ambulance Corps (Repubblica di Irlanda)
Medaglia di servizio (10 anni di servizio)
 Medaglia di servizio (20 anni di servizio)
 Medaglia di servizio (30 anni di servizio)
 Medaglia di servizio (40 anni di servizio)
 Medaglia di servizio (50 anni di servizio)
 Medaglia del 900º anniversario dell'Ordine (1999)
 Medaglia per il 50º anniversario del Corpo dei cadetti (1999)
 Medaglia del pellegrinaggio a Lourdes (1971)
 Medaglia del pellegrinaggio a Roma per l'Anno Santo (1975)
 Medaglia del pellegrinaggio a Roma (1979)
 Medaglia del pellegrinaggio a Roma per l'Anno Santo (1984)
 Medaglia del pellegrinaggio a Lourdes (1988)
 Medaglia del pellegrinaggio in Polonia (1991)
 Medaglia del pellegrinaggio in Terrasanta (1991)
 Medaglia del pellegrinaggio a Roma per l'Anno Santo (2000)
 Medaglia di servizio per i Giochi olimpici speciali del 2003
 Medaglia di servizio in guerra della St. John Ambulance Brigade (1916)
 Medaglia di servizio della St. John Ambulance Brigade (1946)
 Medaglia di servizio della St. John Ambulance Brigade (attuale-)
 Medaglia per lungo servizio della St. John Ambulance Brigade (10 anni)
 Medaglia per lungo servizio della St. John Ambulance Brigade (20 anni)
 Medaglia d'oro al merito del St. John Ambulance Corps (modello 1943)
 Medaglia d'argento al merito del St. John Ambulance Corps (modello 1943)
 Medaglia di bronzo al merito del St. John Ambulance Corps (modello 1943)
 Medaglia d'oro al merito del St. John Ambulance Corps (modello 1971- attuale)
 Medaglia d'argento al merito del St. John Ambulance Corps (modello 1971- attuale)
 Medaglia di bronzo al merito del St. John Ambulance Corps (modello 1971- attuale)
 Medaglia del giubileo d'oro del St. John Ambulance Corps (1988)

### Associazione dei cavalieri italiani del Sovrano militare Ordine di Malta (ACISMOM) e Corpo speciale volontario ausiliario dell'Esercito Italiano dell'Associazione dei cavalieri italiani del Sovrano militare Ordine di Malta
Medaglia ai benemeriti per i servizi sanitari nella guerra 1915-1918
Istituita nelle classi d'argento (personale direttivo) e bronzo (personale d'assistenza)
(decreto del Sovrano consiglio dell'Ordine 16 gennaio 1919, n. 3066).
 Medaglia di benemerenza per la guerra 1940-1945
Istituita nelle classi d'argento (personale direttivo) e bronzo (personale d'assistenza)
(atto deliberativo del presidente dell'ACISMOM del 20 gennaio 1945).
 Medaglia ricordo del pellegrinaggio del Giubileo della Redenzione del 1933
 Medaglia di benemerenza per il soccorso ai pellegrini dell'Anno Santo del 1975
(decreto magistrale 7 febbraio 1975, n. 15277).
 Medaglia commemorativa per il terremoto in Italia meridionale 1980
(decreto magistrale 11 marzo 1981, n. 23077).
 Medaglia per l'assistenza ai pellegrini del Giubileo della Redenzione del 1983
 Medaglia commemorativa delle operazioni in ex Jugoslavia
(decreto magistrale 7 giugno 1996, n. 14890).
 Medaglia per il soccorso ai pellegrini del Giubileo della Redenzione del 2000
 Medaglia commemorativa del bimillenario della nascita di San Paolo apostolo delle Genti (21 novembre 2009)
 Medaglia commemorativa del pellegrinaggio giubilare a Santiago di Compostela (1-3 ottobre 2010)
 Medaglia ricordo per i pellegrinaggi
(nastrino di dimensioni ridotte e a forma di fiocco donato a ricordo del pellegrinaggio a tutti i malati ed ai loro accompagnatori, tale segno non spetta al personale di servizio; la medaglia è di ridotte dimensioni ed non è una onorificenza ma solo una medaglietta devozionale)
 Medaglia ricordo per i pellegrinaggi a Loreto
(medaglia di servizio indossata esclusivamente durante il pellegrinaggio, ha nastro di dimensioni ridotte e viene consegnata durante il primo pellegrinaggio; la medaglia si indossa esclusivamente nel suo formato ordinario, non esistendo né medaglie in formato ridotto né nastrini)
 Medaglia ricordo per i pellegrinaggi a Lourdes
(riservata al personale di servizio, viene indossata esclusivamente durante il pellegrinaggio a Lourdes ed ha un nastro di dimensioni ridotte al quale si aggiunge una croce ottagona d'argento ad ogni pellegrinaggio oltre il secondo. Cinque croci d'argento vengono sostituite con una d'oro, la medaglia si indossa esclusivamente nel suo formato ordinario, non esistendo né medaglie in formato ridotto né nastrini)
 Medaglia di benemerenza per i pellegrinaggi a Lourdes, dal 4° in poi
(prima del 2008 fino al 3° pellegrinaggio non veniva conferita alcuna medaglia, al 4° era conferita la medaglia d'argento al merito melitense)
 Nastrino commemorativo del 50º anniversario del pellegrinaggio del Sovrano militare Ordine di Malta a Lourdes
(decreto magistrale del 6 dicembre 2007)

#### Croce di anzianità di servizio per il personale del Corpo speciale volontario ausiliario dell'Esercito Italiano dell'Associazione dei cavalieri italiani del Sovrano militare Ordine di Malta
Istituita dal Regno d'Italia nelle classi d'oro (personale direttivo ed infermiere volontarie) e d'argento (personale d'assistenza) e tutt'ora in uso.
(regio decreto 24 ottobre 1941, n. 1458).
 Croce per anzianità di servizio d'oro per ufficiali (40 anni)
 Croce per anzianità di servizio d'oro per ufficiali (25 anni)
 Croce per anzianità di servizio d'argento per sottufficiali e truppa (25 anni)
 Croce per anzianità di servizio d'argento per sottufficiali e truppa (16 anni)

#### Distintivo d'onore al merito del Corpo speciale volontario ausiliario dell'Esercito Italiano dell'Associazione dei cavalieri italiani del Sovrano militare Ordine di Malta
Classe d'oro.
 Classe d'argento.
 Classe d'bronzo.

### Corpo Italiano di Soccorso dell'Ordine di Malta (CISOM)
Medaglia commemorativa per il terremoto d'Abruzzo 2009

### Associazione dei Cavalieri Portoghesi del Sovrano Militare Ordine di Malta
Gran Croce classe speciale (con Placca d’Oro) di San Dom Nuno Alvares Pereira al merito
Gran Croce di San Dom Nuno Alvares Pereira al merito (con Placca d’Argento)
Croce di Grande Ufficiale di San Dom Nuno Alvares Pereira al merito
Croce di Commendatore di San Dom Nuno Alvares Pereira al merito
Croce di Ufficiale di San Dom Nuno Alvares Pereira al merito
Croce di San Dom Nuno Alvares Pereira al merito

### Order of Malta Federal Association U.S.A. (Stati Uniti d'America)
Premio del presidente (solo nastrino non esiste medaglia)